# アルマンド・マンサネーロ
アルマンド・マンサネーロ（Armando Manzanero、1934年12月7日 - 2020年12月28日）は、メキシコ出身のポピュラー音楽の作曲家、歌手。「アドロ」の作曲家として有名である。

## 略歴
1935年12月7日に、メキシコのユカタン州メリダに生まれる。先住民のマヤ人の子孫としているサイトもある。
1950年に、自作曲「Nunca en el mundo」（意味: この世に何もない）を発表するが、この曲は様々な言語による21種類の歌詞がつけられるほど、後に注目を集めることとなる。そのころより、ピアニストとしての仕事につく。1957年、CBSインターナショナルのメキシコ支部の音楽担当のマネージャーに就く。1958年、ラテン音楽の有名アーティストの伴奏ピアニストとしての活動を始める。1959年に、『Mi Primera Grabación』（意味: 私の初のレコード録音）というタイトルで初のアルバムをリリースする。また、歌手としての活動にも注目も集まる。
1965年の、アメリカ合衆国マイアミにおけるフェスティバル・デ・ラ・カンシォン（Festival de la Canción）にて、「Cuando Estoy Contigo」 （意味: 二人でいるとき）で第1位をとる。1967年に、「アドロ (Adoro)」を発表するが、この曲は、日本では、グラシェラ・スサーナの歌として有名になり、イージーリスニングの曲としても有名である。
1970年、「Somos novios」（意味: 私たちは恋人同士）にシド・ウェイン（Sid Wayne）による英語の歌詞がつけられ、「イッツ・インポッシブル」としてエルヴィス・プレスリーら有名アーティストによってカヴァーされる。ペリー・コモによる歌唱は、グラミー賞にノミネートされた。別のアメリカ人作曲家によって、アルマンド・マンサネーロの方が、著作権を侵害したとして訴えられ、アメリカ国内での民事裁判の評決は、マンサネーロの側に著作権料を返還する義務を負わせた。この曲は、アルマンド・マンサネーロが作曲したものであり、民事訴訟の判決が誤りであると、後に認定されている。
1978年に、スペインのマジョルカ音楽祭において、「Señor Amor」で第1位を勝ち得る。
通算すると400以上の楽曲を作曲。これらの曲について、自作自演も注目が集められるものの、フランク・シナトラら大物歌手も含め、多くの歌手によるカバーも人気を集めていた。
2020年12月28日、2019新型コロナウイルス感染症に伴う腎不全などの合併症により、メキシコシティの病院で死去。85歳没。

## 有名な作品
- アドロ - "Adoro"
- 私たちは恋人同士 - "Somos Novios"
- あなたから学んだ - "Contigo aprendí"
- 雨のつぶやき - "Esta tarde vi llover"
- 明かりを消そう - "Voy a apagar a luz"

## 主なディスコグラフィ
- Mi Primera Grabación (1959年)
- A mi amor... Con mi amor (1967年)
- Manzanero el Grande (1967年)
- Somos Novios (1968年)
- Su piano y su música|Armando Manzanero, su piano y su música (1968年)
- Para mi siempre amor (1969年)
- Lo mejor de Armando Manzanero (1976年)
- Fanático de ti (1977年)
- Corazón Salvaje (1977年)
- Ternura y Romance (1979年)
- Mi trato contigo (1981年)
- Otra vez romántico (1982年)
- Armando Manzanero (1985年)
- Cariñosamente, Manzanero (1987年)
- Mientras existas tú (1988年)
- Las canciones que quise escribir (1992年)
- Entre amigos (1993年)
- El piano... Manzanero y sus amigos (1995年)
- Nada Personal (1996年)
- Intimos (1997年) (Ft. Bebu Silvetti)
- Manzanero y La Libertad (1998年) ※Ft. Tania Libertad
- Duetos (2001年)
- Duetos 2 (2002年)
- Lo Mejor de lo Mejor (2002年)
- Lo Esencial (2005年)
- De la A a la Z (2006年) ※Ft. Susana Zabaleta、DVD
- Las mujeres de Manzanero (2008年)
- Amarrados (2009年) ※Ft. Susana Zabaleta
- "Armando un Pancho" (2012年) ※デュエット with Francisco Cespedes
- "Des Armando a Tania" (2014年) ※デュエット with Tania Libertad

## 外部サイト
- アルマンド・マンサネーロ - Discogs（英語）